# Patternist
Patternist (titre original : Patternist ou Patternmaster ou Seed to Harvest) est un ensemble de romans de science-fiction d'Octavia E. Butler qui décrit une histoire secrète se déroulant entre la période de l'Égypte antique et un futur lointain qui implique le contrôle mental télépathique et un fléau épidémique extraterrestre. Une notice de Butler dans Black Women in America souligne que les thèmes de la série illustrent « l'animosité raciale et sexiste, les implications éthiques de l'ingénierie biologique, la question de ce que signifie être humain, les usages éthiques et non éthiques du pouvoir, et comment la prise de pouvoir change les gens ».
Le premier roman de l'autrice, publié en 1976, Le Maître du réseau (Patternmaster), est le premier de cette série. Entre 1977 et 1984, elle publie les quatre autres romans de cette suite : Le Motif (Mind of My Mind, 1977), La Survivante (1978), Mauvaise Graine (1980) et Humains, plus qu'humains (Clay's Ark, 1984). Jusqu'à ce qu'Octavia Butler commence à publier la trilogie Xenogenesis en 1987, les livres qu'elle publie sont des romans de la série Patternist à l'unique exception de Liens de sang (Kindred) en 1979.
Octavia Butler exprime ultérieurement son aversion pour son roman La Survivante et s'oppose à sa réimpression.

## Résumés

### Mauvaise Graine(1980)
Chronologiquement, la série commence avec le quatrième roman publié, Mauvaise Graine. Se déroulant aux XVIIe et XVIIIe siècles, l'histoire décrit la relation entre deux immortels - Doro, un homme né en Afrique il y a des milliers d'années, qui survit en transférant sa conscience d'un corps à un autre (se nourrissant de l'énergie mentale de chacune des victimes au cours du processus), et Anyanwu, une guérisseuse qui change de forme grâce à un contrôle parfait de son corps. Ils luttent pour vivre ensemble au fil des générations, tandis que Doro tente de créer une nouvelle race grâce à un programme de sélection artificielle génétique.

### Le Motif(1977)
La série se poursuit avec Le Motif (Mind of my Mind), dans lequel le programme de sélection artificielle de Doro a créé une société de télépathes en réseau qu'il a du mal à contrôler. À la fin du roman, après plusieurs milliers d'années, le programme de Doro réussit mais il est tué dans le processus. Le premier Patternmaster prend sa place, en tant que chef des Patternists et contrôle la ville fictive de Forsyth, en Californie. qui est le siège de leur pouvoir à l'époque du Maître du réseau

### Humains, plus qu'humains(1984)
Humains, plus qu'humains (Clay's Ark), le dernier livre de la série à être publié, traite d'une colonie de personnes qui ont subi des mutations à cause d'une maladie que les astronautes ont ramenée sur Terre depuis l'espace. Le groupe lutte pour rester suffisamment isolé de façon à empêcher la maladie de se propager à toute l'humanité.

### La Survivante(1978)
La Survivante (Survivor), le livre de la série que Butler désavouera plus tard, dépeint la maladie de l'Arche d'argile qui ravage la Terre et les descendants télépathiques de Doro affirmant le contrôle de ce qui reste de l'humanité. Un groupe d'humains ordinaires décide de fuir la Terre vers une nouvelle planète, où ils vont lutter pour coexister avec les espèces qui y vivent déjà.

### Le Maître du réseau(1976)
Le Maître du réseau (Patternmaster), le premier livre à être publié mais le dernier dans la chronologie de la série, dépeint un futur lointain où la race humaine est fortement divisée entre les Patternists dominants, leurs ennemis les Clayarks « malades », possédant certaines caractéristiques animales et les « muets asservis », des humains ordinaires sans capacités améliorées. Les Patternists, sélectionnés pour leur intelligence et leurs capacités psychiques, sont des télépathes en réseau. Ils sont gouvernés par le télépathe le plus puissant, connu sous le nom de Patternmaster. Le roman raconte l'histoire du passage à l'âge adulte de Teray, un jeune Patternist qui apprend qu'il est un fils du Patternmaster. Teray se bat pour faire sa place au sein de la société Patternist et finalement pour le rôle de Patternmaster. Ce livre explore la création et le maintien des hiérarchies sociales et génétiques. Pour Gregory Jerome Hampton, Le Maître du réseau « pose plusieurs questions sur le rôle de la race dans une structure sociale et sur le fonctionnement du genre au sein de la race ». 

## Recueil
Le Maître du réseau, Humains, plus qu'humains, Mauvaise Graine et Le Motif ont été regroupés en un seul volume intitulé Seed to Harvest en 2007.